# Подольховский
Подольховский — хутор в Серафимовичском районе Волгоградской области. Входит в состав Зимняцкого сельского поселения. Население 127 человек (2010).

## География
Подольховский расположен на западе области, в 7 км юго-западнее х. Зимняцкий, в лесной местности. Площадь — 70 га.
Уличная сеть состоит из четырёх географических объектов: ул. Ольховая, ул. Садовая, ул. Ягодная, пер. Центральный
Абсолютная высота 62 метра над уровня моря.

## Население
| 2010 |
| ---- |
| 127  |

Гендерный состав
По данным Всероссийской переписи населения 2010 года в гендерной структуре населения из 127 человек мужчин — 55, женщин — 72 (43,3 и 56,7 соответственно).
Национальный состав
Согласно результатам переписи 2002 года, в национальной структуре населения
русские составляли 98 % из общей численности населения в 135 человек

## Инфраструктура
школа (МОУ Подольховская основная общеобразовательная школа, организация ликвидирована), медпункт.

## Транспорт
Выезд на автомобильную дорогу 18 ОП РЗ 18А-2 «Михайловка (км 15) — Серафимович — Суровикино» (Постановление Администрации Волгоградской
обл. от 24.05.2010 N 231-п (ред. от 26.02.2018) «Об утверждении Перечня автомобильных дорог общего пользования регионального или
межмуниципального значения Волгоградской области»).
Просёлочные дороги.